# Предео изузетних одлика Варденик
Предео изузетних одлика Варденик је заштићено подручје у југоисточној Србији, у оквиру подручја Власине и Крајишта, највећим делом обухвата планину Варденик са највишим врхом Велики Стрешер.

## Историјат
Завод за заштиту природе Србије је доставио 20. јуна 2019. године Студију заштите Предела изузетних одлика „Варденик – Стрешер” Општинској управи општине Сурдулица због посебне вредности које овај предео има за регион југоисточне Србије као простор мало загађених основних елемената природне средине, изражене биолошке разноврсности, атрактивне геоморфологије, створених културних обележја, особености градитељства и традиционалног начина живота локалне заједнице.
Министарство заштите животне средине Републике Србије га је 6. марта 2023. прогласио Пределом изузетних одлика, укупне површине 11.454,92 хектара од кога је 62,42% у државној својини и 37,58% у приватној.

## Категорија заштићеног подручја
Према Правилнику о критеријумима вредновања и поступку категоризације заштићених подручја сврстава се у трећу категорију – заштићено подручје локалног значаја, а утврђени су и режими заштите другог и трећег степена.

## Животињски свет
Део је еколошки значајног подручја Републике Србије које је према Уредби о еколошкој мрежи идентификовано под редним бројем 88 којим обухвата просторну целину на којој се налази подручје међународне еколошке мреже „Емералд”, међународно значајно подручје за биљке, међународно и национално значајно подручје за птице и одабрано подручје за дневне лептире.